# Брифок

Брифок на бермудському шлюпі.

Брифок (від нід. breefok), топ — пряме вітрило, яке ставиться при попутному вітрі на фок-щоглі суден з косими вітрилами (тендерів, шлюпів, шхун, авізо тощо). У піднятому положенні його часто називають просто фоком.
Рея, на якій підіймають брифок, називається брифок-реєю, а фал, що служить для її підіймання — брифок-фалом. Якщо ж на судні є постійна фок-рея, брифок підіймається до неї на брифок-горденях, на них же він і спускається на палубу. Якщо брифок-рея є «летюча» (не має брасів і топенантів), то вона після прибирання брифока спускається майже вертикально і впирається нижнім кінцем у борт. Розтягування брифока здійснюється брифок-шкотами (також скорочено називаються фока-шкотами).
Над брифоком можуть підіймати летюче вітрило — брифок-топсель (на Каспійському морі відомий як брам-топа).